# Ígor Sutiaguin
Ígor Viacheslávovich Sutiaguin (en ruso: Игорь Вячеславович Сутягин; n. 17 de enero de 1965) es un especialista en control de armas y armas nucleares ruso. En 1998, se convirtió en el director de la subdivisión para Política militar-técnica y militar-económica en el Instituto para el estudio de los Estados Unidos y Canadá de la Academia de las ciencias de Rusia en Moscú, donde trabajó hasta ser arrestado bajo cargos de traición, aunque dada su calidad de investigador civil no tenía acceso a documentación clasificada.

## Educación y carrera
Sutyaguin obtuvo un grado académico en Física y en Historia. Después de ello, trabajó en temas relativos al desarrollo, despliegue y control de armas nucleares estadounidenses y rusas. Fue coautor de un reconocido libro sobre las tropas estratégicas de cohetes de Rusia.

## Arresto y prisión
En octubre de 1999, el Servicio Federal de Seguridad (FSB) ruso detuvo a Sutyaguin bajo cargos de espionaje. Se acusó a Sutyaguin de pasar información clasificada a Occidente por medio de una compañía con base en Londres denominada Alternative Futures. Sutyaguin reconoció trabajar para la compañía, pero sostuvo que toda la información sobre submarinos atómicos que reveló se basó en material disponible en literatura de libre acceso, fuera de que sin una autorización de seguridad, nunca tuvo acceso a fuentes clasificadas. En 2004, Sutyaguin fue sentenciado a 15 años de cárcel. En diciembre de 2005, Sutyaguin fue transferido a una colonia penal en Jolmogory, cerca de Arcángel.
La periodista rusa Yulia Latýnina afirmó que si bien nunca se probó que Sutyaguin se comunicara con agencias de espionaje extranjeras, pasó información que recogió de fuentes de acceso libre a extranjeros sospechosos, lo que debía ser castigado. Además, sostuvo que incluso proveer información sobre la temperatura en Moscú a la CIA representaría un acto de alta traición. En réplica, el abogado Borís Kuznetsov, quien previamente había representado a Sutyaguin, declaró que el Servicio secreto ruso (FSB) se benefició de su programa en la radio Eco de Moscú, 
 lo que Latýnina negó.

## Impacto
Sutyaguin es considerado un prisionero político por Human Rights Watch y por Amnesty International. Human Rights Watch sostuvo que "el FSB mostró poco respeto por el derecho de Sutyaguin a un juicio justo: los cargos en su contra fueron vagamente argumentados; su afirmación de que solo usó fuentes de disponibilidad abierta nunca fue verificada; los investigadores basaron los cargos en decretos secretos a los que no se le permitió acceso a Sutyaguin; el FSB violó numerosas reglas del proceso criminal y los oficiales denunciaron públicamente a Sutyaguin como un espía antes y durante su juicio. Los activistas pro-derechos humanos sostienen que Sutyaguin no tuvo acceso a secretos de Estado y ha estado trabajando abiertamente en medios académicos.

## Liberación
El 9 de julio de 2010, Sutyaguin fue intercambiado por Rusia para obtener la liberación de 10 personas arrestadas en Estados Unidos acusados de ser agentes rusos. Sutyaguin siempre ha mantenido su inocencia, pero acordó firmar una admisión de culpabilidad como parte del acuerdo de liberación.